# Fred Bongusto
Alfredo Buongusto, más conocido como Fred Bongusto (Campobasso, Molise, 6 de abril de 1935-Roma, 8 de noviembre de 2019), fue un cantautor italiano que tuvo su época de apogeo en las décadas de 1960 y de 1970.

## Carrera
Debutó con la canción «Bella Bellissima», escrita por su amiga Ghigo Agosti y lanzada en 1960, seguida por «Doce doce». Entre sus más exitosas canciones, se encuentran Málaga, Una rotonda sul mare, Spaghetti a Detroit y Prima c'eri tu, que ganó en la edición de 1966 de Un Disco per l'estate. También fue exitoso en Latinoamérica, sobre todo en Brasil, donde trabajó con Toquinho y Vinícius de Moraes.
Compuso temas para veinticuatro películas, como Malizia, Superfantozzi y Fantozzi contro tutti. Actuó en Obiettivo Ragazze (1961) y Peccato Veniale (1974).
En los años 1990, fue elegido concejal del Partido Socialista Italiano en Bari. También se le dio una placa de plata para conmemorar los 50 años activos de su carrera musical.
El cantante falleció en el Hospital de Roma de madrugada el 8 de noviembre de 2019 tras una larga enfermedad.